# Ковелу (Гондомар)
Ковелу (порт. Covelo) — район (фрегезия) в Португалии, входит в округ Порту. Является составной частью муниципалитета Гондомар. Находится в составе крупной городской агломерации Большой Порту. По старому административному делению входил в провинцию Дору-Литорал. Входит в экономико-статистический субрегион Большой Порту, который входит в Северный регион. Население составляет 1755 человек на 2001 год. Занимает площадь 8,36 км².
Покровителем района считается Дева Мария (порт. Nossa Senhora do Ó).